# Frank Dieckbreder
Frank Dieckbreder (* 1971) ist ein deutscher Erziehungswissenschaftler und Vorstand und Vorstandssprecher beim Diakonieverbund Schweicheln e.V. sowie Honorarprofessor für Sozialmanagement an der Fachhochschule der Diakonie in Bielefeld.

## Leben
Nach einem Studium der an der Universität Bielefeld mit dem Abschluss als Diplom-Pädagoge wurde Dieckbreder von 2003 bis 2007 zum Dr. phil. an der Universität Duisburg-Essen promoviert. Er war Redaktionsmitglied des Psychiatrieberichts der Stadt Hamm. Ab 2010 arbeitete Frank Dieckbreder als Referent in der Stabsstelle Qualitätsmanagement und Konzeptentwicklung der Behindertenhilfe Bethel.

## Forschungsschwerpunkte
- Möglichkeiten und Grenzen der Prävention
- Inklusive Pädagogik/Teilhabe
- Sozialraumentwicklung